# Дзюньківська сільська рада
| Дзюньківська сільська рада — сільська рада у складі Погребищенського району Вінницької області з адміністративним центром у с. Дзюньків. Сільській раді були підпорядковані населені пункти: - с. Дзюньків |

## Склад ради
Рада складалася з 16 депутатів та голови.

## Керівний склад сільської ради
| ПІБ                   | Основні відомості                                                                                              | Дата обрання | Дата звільнення |
| --------------------- | --- | ------------ | --------------- |
| Годз Дмитро Ілліч     | Сільський голова, 1954 року народження, освіта, безпартійний                                                   | 26.03.2006   | 31.10.2010      |
| Яремчук Віра Іванівна | Сільський голова, 1961 року народження, освіта середня спеціальна, член партії Християнсько-Демократичний Союз | 31.10.2010   |                 |

Примітка: таблиця складена за даними джерела